# Eublemma reducta
Eublemma reducta is een vlinder van de familie van de spinneruilen (Erebidae). De wetenschappelijke naam van deze soort is voor het eerst voorgesteld door Arthur Gardiner Butler in een publicatie uit 1894.

## Verspreiding
De soort komt voor in Saudi-Arabië, Jemen, Ethiopië, Somalië, Kenia en Tanzania.

## Ondersoorten
- Eublemma reducta reducta Butler, 1894 (Ethiopië, Somalië, Kenia, Tanzania)
- Eublemma reducta arabica Hacker, 2019 (Saudi-Arabië, Jemen)